# Мис Водоспадний
61°25′11″ пн. ш. 163°46′40″ сх. д. / 61.419722222222° пн. ш. 163.77777777778° сх. д.
Мис Водоспадний (рос. мыс Водопадный) — південний край Маметчинського півострова, розташованого на східному побережжі Пенжинської губи Охотського моря, північний вхідний мис Маметчинської затоки; територія Пенжинського району Камчатського краю Російської Федерації. Береги високі, скелясті. Названий у 1915 році учасниками Гідрографічної експедиції Східного океану через значну кількість водоспадів у навколишній місцевості.